# Кубок Роуза
Кубок Роуза (англ. Rous Cup) — футбольный турнир, основанный в Великобритании в 1985 году взамен Домашнего чемпионата. Изначально в нём участвовали сборные Англии и Шотландии, впоследствии к ним присоединились южноамериканские сборные. Последний розыгрыш турнира прошёл в 1989 году.

## Обзор
Первый розыгрыш Кубка Роуза прошёл в 1985 году, когда Англия провела ежегодный матч против Шотландии. После того, как Домашний чемпионат был расформирован в 1984 году, было решено продолжать ежегодные футбольные встречи между англичанами и шотландцами (однако уже без участия сборных Уэльса и Северной Ирландии). В первые два сезона «турнир» состоял из единственного матча между сборными Англии и Шотландии, но затем был расширен за счёт приглашения южноамериканских сборных. Турнир был назван в честь сэра Стэнли Роуза, бывшего секретаря Футбольной ассоциации и президента ФИФА.
В 1987 году в Кубок Роуза была приглашена титулованная сборная Бразилии, год спустя — сборная Колумбии, а затем — сборная Чили. Каждая команда сыграла два матча с соперником, получая за победу 2 очка и 1 очко за ничью, победителем турнира считалась набравшая наибольшее число очков сборная.
Последний розыгрыш турнира прошёл в 1989 году. 27 мая 1989 года во время матча между Шотландией и Англией в Глазго прошли столкновения между болельщиками, когда в Шотландию приехало много английских хулиганов. К тому моменту английские клубы уже были дисквалифицированы из турниров УЕФА после действий болельщиков «Ливерпуля» в эйзельской трагедии. Чтобы не допустить дисквалификации и национальной сборной, руководство Футбольной ассоциации приняло решение об отказе проводить ежегодные матчи против шотландцев. Таким образом прервалась традиция проведения ежегодного матча между Англией и Шотландией, существовавшая с 1872 года и прерываемая до этого только мировыми войнами.

## Результаты
| Год  | Результаты | Результаты | Результаты   | Результаты |
| Год  | Победитель | Финалист   | Третье место |            |
| ---- | ---------- | ---------- | ------------ | ---------- |
| 1985 | Шотландия  | Англия     | нет          |            |
| 1986 | Англия     | Шотландия  | нет          |            |
| 1987 | Бразилия   | Англия     | Шотландия    |            |
| 1988 | Англия     | Колумбия   | Шотландия    |            |
| 1989 | Англия     | Шотландия  | Чили         |            |

## Сводная таблица
| Сборная   | У | И | В | Н | П | МЗ | МП | РМ | О  | %      |
| --------- | - | - | - | - | - | -- | -- | -- | -- | ------ |
| Англия    | 5 | 8 | 3 | 4 | 1 | 7  | 4  | +3 | 10 | 62,50% |
| Шотландия | 5 | 8 | 2 | 2 | 4 | 4  | 7  | −3 | 6  | 37,50% |
| Бразилия  | 1 | 2 | 1 | 1 | 0 | 3  | 1  | +2 | 3  | 75,00% |
| Колумбия  | 1 | 2 | 0 | 2 | 0 | 1  | 1  | 0  | 2  | 50,00% |
| Чили      | 1 | 2 | 0 | 1 | 1 | 0  | 2  | −2 | 1  | 25,00% |

Примечание: 2 очка за победу, 1 очко за ничью.

## Рекорды
- Наибольшее количество матчей: Крис Уоддл, Рой Эйткен и Алекс Маклиш (по 8 матчей)
- Наибольшее количество голов: Гари Линекер (2 гола)
- Наибольшее количество зрителей: 92 000 (Англия — Бразилия, 19 мая 1987)
- Наименьшее количество зрителей: 9006 (Шотландия — Чили, 30 мая 1989)